# Kvinapril
Kvinapril (Accupril) je inhibitor angiotenzin konvertujućeg enzima (ACE inhibitor) koji se koristi u tretmanu hipertenzije i zatajenja srca.

## Farmakologija
Kvinapril je prolek. On se konvertuje u aktivni metabolit, kvinaprilat, u jetri.

## Spoljašnje veze
|  | Molimo Vas, obratite pažnju na važno upozorenje u vezi sa temama iz oblasti medicine (zdravlja). |